# Lawrence Durrell
Pour les articles homonymes, voir Durrell.
Lawrence Durrell, né le 27 février 1912 à Jalandhar dans les Indes britanniques et mort le 7 novembre 1990 à Sommières en France, est un écrivain britannique.

## Biographie
Né à Jalandhar (dans la région de Pendjab) d'un père britannique ingénieur en génie civil, Lawrence Samuel Durrell, et d'une mère irlandaise, Louisa Florence Dixie, eux-mêmes nés dans l'Empire des Indes, le jeune Lawrence est envoyé au Royaume-Uni à l'âge de 11 ans pour son éducation. Il subit la vie britannique, qu'il considère comme une corvée, et finit par refuser de passer ses examens à l'université. Il veut être écrivain et publie son premier roman, Petite musique pour amoureux (Pied Piper of Lovers), en 1935 et un deuxième, Panic Spring, en 1937, cette fois sous le pseudonyme de Charles Norden.
1935 est pour lui une année décisive. Il persuade sa mère, sa famille (ses deux frères Leslie et Gerald, et sa sœur Margaret) et sa femme Nancy Myers (1912-1983) d'aller s'installer sur l'île grecque de Corfou, afin d'y vivre plus simplement et d'échapper à la rigueur du climat britannique. C'est également cette année-là qu'il décide d'écrire à Henry Miller après avoir lu Tropique du Cancer (1934). Cette première lettre est le début d'une amitié qui va durer 45 ans. Durant les dernières années parisiennes de Miller, il monte avec Nancy, Anaïs Nin et Alfred Perlès une structure éditoriale, transformant un magazine mondain en revue littéraire : The Booster, puis Delta publient entre 1937 et 1939, des dizaines d'auteurs.
C'est à Corfou qu'il fait la connaissance du médecin, scientifique, poète et traducteur Theodore Stephanides. Après six ans passés à Corfou et à Athènes, Durrell et sa femme sont contraints de fuir la Grèce en 1941 du fait de l'avancée de l'armée allemande. Ils s'installent sur l'autre rive de la Méditerranée, avec leur fille Penelope Berengaria, née en 1940.
En 1942, Durrell déménage à Alexandrie et devient attaché de presse pour le British Information Office, poste qui lui sert de « couverture » pour s'inspirer de la vie égyptienne durant la Seconde Guerre mondiale et gagner sa vie. C'est dans cette ville qu'il rencontre Eve Cohen (morte en 2004), Juive d'Alexandrie qui deviendra son modèle pour le personnage de Justine dans le roman homonyme, premier tome du cycle romanesque Le Quatuor d'Alexandrie, également appelé Livre des Morts (Book of the Dead). Durrell l'épouse en 1947, après avoir divorcé de Nancy Myers. Ils ont une fille, Sappho Jane, en 1951.
En 1945, Durrell peut retrouver la Grèce. De mai 1945 au 10 avril 1947, il passe deux ans à Rhodes comme directeur des relations publiques pour les îles du Dodécanèse. Puis il quitte Rhodes pour l'Argentine, où il occupe le poste de directeur du British Council Institute à Córdoba en 1947 et 1948. Il revient en Europe en 1949, période pendant laquelle il est attaché de presse à Belgrade, en Yougoslavie (jusqu'en 1952). Il en tire la chronique diplomatique douce-amère Les Aigles blancs de Serbie (White Eagles Over Serbia), publiée en 1957.
En 1952, Durrell retrouve le monde grec qu'il aime tant. Il achète une maison à Kyrenia, sur l'île de Chypre, espérant pouvoir y trouver la sérénité nécessaire à l'écriture. Il y enseigne la langue et la littérature anglaises. Mais la tranquillité de Chypre est brutalement rompue par les combats entre les Chypriotes grecs, qui souhaitent le rattachement à la Grèce (Énosis), les Britanniques, qui espèrent garder Chypre comme colonie, et les Chypriotes turcs, qui souhaitent le rattachement de l'île à la Turquie. Durrell, qui a pris le poste d'officier chargé des relations publiques de la Couronne britannique à Nicosie, raconte ses impressions relatives à cette période troublée dans Citrons acides (Bitter Lemons, 1957).
À Chypre, Durrell commence à travailler sur ce qui va devenir Le Quatuor d'Alexandrie. Après son départ forcé (encore une fois) de l'île en proie à la guerre, Durrell s'installe à Sommières, dans le sud de la France, entre Montpellier et Nîmes, en 1957. Il habite à la « villa Louis », chemin de Paillassonne, jusqu'en septembre 1958 puis jusqu'à l'été 1966 au maset Michel à la sortie de Nîmes, sur la route d'Uzès. Il retrouve enfin Sommières en 1966 et emménage dans une demeure bourgeoise avec un parc, la Maison Tartès, 15 route de Saussines.
Il se remarie deux fois encore. La mort en 1967 des suites d'un cancer de sa troisième femme, Claude-Marie Vincendon, épousée en 1961, le ravage. Son quatrième et dernier mariage, avec Ghislaine de Boysson (1927-2003), célébré en 1973, prend fin en 1978. Il est ensuite très affecté par le suicide de sa fille Sappho Jane en 1985.
Lawrence Durrell meurt à Sommières le 7 novembre 1990, emporté par un accident vasculaire cérébral qui met fin à un long combat contre l'emphysème. Son biographe Ian Mac Niven nous dit qu'il a été incinéré au crématorium d'Orange. Durrell avait souvent exprimé le souhait d'être inhumé au cimetière de la chapelle Saint-Julien de Salinelles, mais aucun lieu n'y a été dressé à sa mémoire.
Dans la maison qui fut la sienne entre 1965 et son décès, un centre de recherches sur son œuvre fut créé par sa dernière compagne, Françoise Kestsman, en 1991, puis arrêté en 1995. L'adoption d'un projet de rond-point accolant la route nationale Alès-Montpellier à la maison entraîna la vente de celle-ci en 1995.

### Famille
Il est le frère de Gerald Durrell, zoologiste et naturaliste (1925-1995).

## Œuvres

### Romans

#### Le Quatuor d'Alexandrie
- Justine, 1957 Publié en français sous le titre Justine, traduit par Roger Giroux, Paris, Buchet/Chastel, 1959
- Balthazar, 1958 Publié en français sous le titre Balthazar, traduit par Roger Giroux, Paris, Buchet/Chastel, 1959
- Mountolive, 1958 Publié en français sous le titre Mountolive, traduit par Roger Giroux, Paris, Buchet/Chastel, 1959
- Clea[7], 1960 Publié en français sous le titre Cléa, traduit par Roger Giroux, Paris, Buchet/Chastel, 1960

#### The Revolt of Aphrodite
- Tunc, 1968 Publié en français sous le titre Tunc, traduit par Roger Giroux, Paris, Gallimard, coll. « Du monde entier », 1969
- Nunquam, 1970 Publié en français sous le titre Nunquam, traduit par Roger Giroux, Paris, Gallimard, coll. « Du monde entier », 1970

#### The Avignon Quintet
- Monsieur, or The Prince of Darkness (Prix James Tait Black), 1974 Publié en français sous le titre Monsieur, ou le Prince des ténèbres, traduit par Henri Robillot, Paris, Gallimard, coll. « Du monde entier », 1976
- Livia, or Buried Alive, 1978 Publié en français sous le titre Livia ou Enterrée vivante, traduit par Henri Robillot, Paris, Gallimard, coll. « Du monde entier », 1980
- Constance, or Solitary Practices, 1982 Publié en français sous le titre Constance ou les Pratiques solitaires, traduit par Paule Guivarch, Paris, Gallimard, coll. « Du monde entier », 1984
- Sebastian, or Ruling Passions, 1983 Publié en français sous le titre Sébastian ou les Passions souveraines, traduit par Paule Guivarch, Paris, Gallimard, coll. « Du monde entier », 1985
- Quinx, or The Ripper's Tale, 1985 Publié en français sous le titre Quinte ou la Version Landru, traduit par Paule Guivarch, Paris, Gallimard, coll. « Du monde entier », 1986

#### Autres romans
- Pied Piper of Lovers, 1935 Publié en français sous le titre Petite musique pour amoureux, traduit par Annick Le Goyat, Paris, Buchet/Chastel, 2012
- Panic Spring, 1937 (sous le pseudonyme de Charles Norden)
- The Black Book, 1938 Publié en français sous le titre Le Carnet noir, traduit par Roger Giroux, Paris, Gallimard, 1961
- The Dark Labyrinth, 1947
- White Eagles Over Serbia, 1957 Publié en français sous le titre Les Aigles blancs de Serbie, traduit par Paule Guivarch, Paris, Gallimard, coll. « Folio junior » no 511, 1989
- Cefalu, 1961 publié en français sous le titre Cefalu, Buchet/Chastel, 1961
- Pope Joan, 1971
- Judith, 2012 Novélisation du film — publication posthume

### Récits de voyage
- Prospero's Cell, 1945 Publié en français sous le titre L'Île de Prospero, traduit par Roger Giroux, Paris, Buchet/Chastel, 1962
- Reflections on a Marine Venus, 1953 Publié en français sous le titre Vénus et la Mer, traduit par Roger Giroux, Paris, Buchet/Chastel, 1962
- Bitter Lemons of Cyprus, 1957 Publié en français sous le titre Citrons acides, traduit par Roger Giroux, Paris, Buchet/Chastel, 1961
- Blue Thirst, 1975
- Sicilian Carrousel, 1977 Publié en français sous le titre Le Carrousel sicilien, traduit par Paule Guivarch, Paris, Gallimard, coll. « L'Air du temps », 1979
- The Greek Islands, 1978 Publié en français sous le titre Les Îles grecques, traduit par Didier Coste, Paris, Albin Michel, 1978
- A Smile in the Mind's Eye, 1980 Publié en français sous le titre Le Sourire du Tao, traduit par Paule Guivarch, Paris, Gallimard, coll. « Du monde entier », 1982
- Caesar's Vast Ghost, 1990 Publié en français sous le titre L'Ombre infinie de César: regards sur la Provence, traduit par Françoise Kestsman, Paris, Gallimard, 1994
- Provence, 1994

### Recueils de nouvelles
- Sauve Qui Peut, 1973 Publié en français sous le titre Sauve qui peut !, traduit par Jean Rosenthal, Nil éditions, coll. « Le Cabinet de curiosités », 1996  (ISBN 2841110451)
- The Best of Antrobus, 1974
- Stiff Upper Lip, 1983 Publié en français sous le titre Un peu de tenue, messieurs !, traduit par Jean Rosenthal, Nil éditions, coll. « Le Cabinet de curiosités », 1995  (ISBN 2841110257)
- Esprit de Corps, 2012 Publié en français sous le titre Esprit de corps, traduit par Jean Rosenthal, Nil éditions, coll. « Le Cabinet de curiosités », 1994  (ISBN 2841110176)

### Autres publications
- Collected Poems, Doubleday, 1926
- The Collected Poems of Walt Whitman, Emory Holloway, New York, 1942
- Private Drafts (Poems in progress), Proodos Press, Nicosia, 1955
- The Tree of Idleness, and Other Poems, 1955
- On Seeming to Presume, 1958 (poèmes)
- Selected Poems 1953-1963, 1964 Publié en français sous le titre Poèmes, traduit par Alain Bousquet, Paris, Gallimard, coll. « Du monde entier », no 424, 1966
- Sappho, a play in verse, Faber and Faber, London, 1950 (pièce de théâtre) Publié en français sous le titre Sappho, traduit par Roger Giroux, Paris, Gallimard, coll. « Du monde entier », 1962
- Collected Poems, 1968
- Vega, and Other Poems, 1973 Publié en français sous le titre Poèmes, traduit par Alain Bousquet, (nouvelle édition augmentée), Paris, Gallimard, coll. « Du monde entier », 1980
- The Big Supposer, 1973 (entretiens avec Marc Alyn d'abord parus en français) Publié en français sous le titre Le Grand Suppositoire, Paris, Belfond, 1972
- L'Esprit des lieux, (anthologie de lettres et d'essais de voyages uniquement parue en français), traduit par Jean-René Major, Paris, Gallimard, 1991
- Lawrence Durrell, Henry Miller (éd. par Ian S. MacNiven ; trad. de l'anglais par Bernard Willerval et Frédéric Jacques Temple ; avec la collab. de Françoise Jaouën), Correspondance : 1935-1980, Paris, Buchet Chastel, 2004, 779 p.-[16] p. de pl.  (ISBN 2-283-01918-4)

## Adaptations cinématographiques
- 1966 : Judith, film américano-britannico-israélien réalisé par Daniel Mann, avec Sophia Loren et Peter Finch
- 1969 : Justine, film américain réalisé par George Cukor, adaptation du roman éponyme, avec Anouk Aimée et Dirk Bogarde